# Danh sách tập truyện Fairy Tail (16–30)
| 1. "Sacrifice for Justice" (涙を揮って馬謖を斬る Namida o Furutte Bashoku o Kiru) 2. "Fantasia" (幻想曲（ファンタジア） Fantajia) 3. "But Even So, I'll..." (それでも あたしが・・・・ Soredemo, Atashi ga....) 4. "Love & Lucky" () | 1. "Nirvana" (ニルヴァーナ Niruvāna) 2. "Allies, Unite!" (連合軍、集結! Rengōgun, Shūketsu!) 3. "12 vs. 6" (12対6 Jū-ni Tai Roku) 4. "Oración Seis Appears!" (六魔将軍（オラシオンセイス）現る Orashion Seisu Arawaru) |

| 1. "Priestess of the Sky" (天空の巫女 Tenkū no Miko) 2. "Coffin" (棺桶 Kan'oke) 3. "The Girl and the Ghosts" (少女と亡霊 Shōjo to Bōrei) 4. "Didn't Count On" (計算外 Keisan-gai) 5. "Dead Grand Prix" (デッドGP（グランプリ） Deddo Guran Puri) | 1. "Slow Speed World" (低速の世界 Teisoku no Sekai) 2. "Light" (ヒカリ Hikari) 3. "Darkness" (闇 Yami) 4. "Celestial Spirit Brawl" (星霊合戦 Seirei Gassen) |

| 1. "Pretty Voice" (きれいな声 Kirei na Koe) 2. "Memories of Jellal" (追憶のジェラール Tsuioku no Jerāru) 3. "You Are Free" (君は自由だ Kimi wa Jiyū da) 4. "Guild of Hope" (希望のギルド Kibō no Girudo) 5. "March of Destruction" (破滅の行進 Hametsu no Kōshin) | 1. "The Super Aerial Battle!! Natsu vs. Cobra" (超空中戦!! ナツ vs. コブラ Chōkūchūsen!! Natsu vs. Kobura) 2. "Dragon's Roar" (ドラゴンの咆哮 Doragon no Hōkō) 3. "Annihilation of Six Demons?!" (六魔壊滅!? Rokuma Kaimetsu!?) 4. "Jura the Tenth Saint" (聖十のジュラ Seiten no Jura) |

| 1. "Counter Attack in the Middle of the Night" (僕の夜空に輝く星は Boku no Yozora ni Kagayaku Hoshi wa) 2. "Your Words Especially" (君の言葉こそ・・・・ Kimi no Kotoba koso....) 3. "Last Man" () 4. "Zero" (ゼロ) | 1. "From Heaven's Steed to the Fairies" (天馬から妖精たちへ Tenma kara Yōsei-tachi e) 2. "The Door to Memory" (記憶の扉 Kioku no Tobira) 3. "The Flame of Guilt" (咎の炎 Toga no Honō) 4. "The Power of Emotion" (想いの力 Omoi no Chikara) Omake. "Side Story: The Day of the Fateful Encounter" (運命の出会いの日 Unmei no Deai no Hi) |

| 1. "Fight for Right" (破邪顕正 Haja Kensei) 2. "I'm by Your Side" (私がついてる Watashi ga Tsuiteru) 3. "The Scarlet Sky" (緋色の空 Hīro no Sora) 4. "A Guild of One" (たった一人の為のギルド Tatta Hitori no Tame no Girudo) 5. "Wendy the Fairy Girl" (妖精少女のウェンディ Yōsei Shōjo no Wendi) | 1. "Black Dragon" (黒竜 Kokuryū) 2. "The Vanishing Town" (消えゆく街 Kieyuku Machi) 3. "Earth-land" (アースランド Āsu Rando) 4. "Edolas" (エドラス Edorasu) |

| 1. "Fairy Hunting" (妖精狩り Yōsei Gari) 2. "Faust" (ファウスト Fausuto) 3. "The Key to Hope" (希望の鍵 Kibō no Kagi) 4. "Fireball" (ファイアボール Faiabōru) 5. "Revelation" (啓示 Keiji) | 1. "Welcome Home" (おかえりなさいませ Okaerinasaimase) 2. "Extalia" (エクスタリア Ekusutaria) 3. "Fly to Your Friends!" (飛べ! 友のもとに! Tobe! Tomo no Moto ni!) 4. "Because I'm By Your Side" (となりにいるから Tonari ni Iru Kara) |

| 1. "Code ETD" (コードETD Kōdo Ītīdī) 2. "Erza vs. Erza" (エルザ vs. エルザ Eruza vs. Eruza) 3. "Full Out Attack of the Edolas Royal Forces" (エドラス王都総力戦!! Edorasu Ōto Sōryokusen!!) 4. "It's People's Lives, Right?!!!" (命だろーか!!!! Inochi Darō ka!!!!) 5. "Monster Academy" (モンスターアカデミー Monsutā Akademī) | 1. "For the Pride of the Great Celestial River" (星の大河は誇りの為に Hoshi no Taiga wa Hokori no Tame ni) 2. "Ice Boy" (アイスボーイ Aisu Bōi) 3. "My Cat" (オレのネコ Ore no Neko) 4. "Chain Cannon of the Doomsday Dragon" (終焉の竜鎖砲 Shūen no Ryūsahō) |

| 1. "One Wing" (方翼 Katayoku) 2. "The Boy From Back Then" (あの時の少年 Ano Toki no Shōnen) 3. "Dragon Sense" () 4. "Three-Man Cell" (スリーマンセル Surī Man Seru) 5. "Won't Run Anymore" (もう逃げない! Mō Nigenai!) | 1. "To Be Alive" (生きる者たちよ Ikirumono-tachi yo) 2. "I'm Standing Right Here" (オレはここに立っている Ore wa Koko ni Tatte Iru) 3. "King of a New World" (新しい世界の王 Atarashii Sekai no Ō) 4. "Demon God Dragneel" (大魔王ドラグニル Daimaō Doraguniru) |

| 1. "Bye-Bye Fairy Tail" (バイバイ 妖精の尻尾（フェアリーテイル） Baibai, Fearī Teiru) 2. "The Wings to Tomorrow" (明日への翼 Asu e no Tsubasa) 3. "Lisanna" (リサーナ Risāna) 4. "He Who Snuffs Out Life" (生命を消す者 Inochi o Kesumono) | 1. "Trial" (トライアル Toraiaru) 2. "Best Partner" (ベストパートナー Besuto Pātonā) 3. "Eight Roads" (8つの道 Yatsu no Michi) 4. "Who Is the Lucky One?" (誰がラッキーですか? Dare ga Rakkī Desuka?) |

| 1. "Natsu vs. Gildarts" (ナツ vs. ギルダーツ Natsu vs. Girudātsu) 2. "In Order to Continue Down This Path" (この道を進む為に Kono Michi o Susumu Tame ni) 3. "Mest" (メスト Mesuto) 4. "Death's Preying" (死の捕食 Shi no Hoshoku) 5. "Black Wizard" (黒魔導士 Kuro Madōshi) | 1. "Stupid Gajeel" (ガジルのバカ Gajiru no Baka) 2. "Kawazu & Yomazu" (カワズとヨマズ Kawazu to Yomazu) 3. "Iron Soul" (鉄の魂 Tetsu no Tamashii) 4. "One of the Seven Kin" (七眷属の一人 Nana Kenzoku no Hitori) |

| 1. "Makarov Charges" (進撃のマカロフ Shingeki no Makarofu) 2. "Makarov vs. Hades" (マカロフ vs. ハデス Makarofu vs. Hadesu) 3. "The Essence of Magic" (魔道の真髄 Madō no Shinzui) 4. "Lost Magic" (失われた魔法（ロストマジック） Rosuto Majikku) 5. "Fire Dragon vs. Flame God" (火竜 vs. 炎神 Karyū vs. Enjin) | 1. "Dragon God's Brilliant Flame" (竜神の煌炎 Ryūjin no Kōen) 2. "Fairy Sisters" (妖精姉妹 Yōsei Shimai) 3. "The Ultimate Magic World" (大魔法世界 Dai Mahō Sekai) 4. "Arc of Embodiment" (具現のアーク Gugen no Āku) |

| 1. "Gate of Humans" (人間の扉 Ningen no Tobira) 2. "Zoldio's Ambition" (ゾルディオの野望 Zorudio no Yabō) 3. "Tear" (綻び Hokorobi) 4. "Visit at the Ox Hour" (丑の刻参り Ushi no Koku Mairi) | 1. "Lucy Fire" (ルーシィファイア Rūshī Faia) 2. "13th Woman Drenched in the Rain" (13の女は雨に濡れて Jū-san no On'na wa Ame ni Nurete) 3. "Despair's Deadlock" (絶望の袋小路 Zetsubō no Fukurokōji) 4. "Tears of Love and Life" (愛と活力の涙 Ai to Katsuryoku no Namida) |

| 1. "Ender" (終わらせる者 Owaraserumono) 2. "The One Thing I Couldn't Say" (言えなかった一言 Ienakatta Hitokoto) 3. "Fairy Glitter" (妖精の輝き（フェアリーグリッター） Fearī Gurittā) 4. "The Boy Who Stares at the Sea" (海を見つめる少年 Umi o Mitsumeru Shōnen) 5. "Sirius Tree" (天狼樹 Tenrō-ju) | 1. "Erza vs. Azuma" (エルザ vs. アズマ Eruza vs. Azuma) 2. "What a Guild" (なんてギルドだ Nante Girudo da) 3. "At One Time" () 4. "Freezing Fighting Spirit" (凍える闘志 Kogoeru Tōshi) |

| 1. "Gray vs. Ultear" (グレイ vs. ウルティア Gurei vs. Urutia) 2. "The Power That Becomes 'Life'" ("生"なる力 "Sei" Naru Chikara) 3. "Acnologia" (アクノロギア Akunorogia) 4. "Mistakes and Experience" (過ちと経験 Ayamachi to Keiken) 5. "Thunder Crashing" (雷鳴響く Raimei Hibiku) | 1. "The Unbranded Man" (紋章を刻まぬ男 Monshō o Kizamanu Otoko) 2. "Domain of the Abyss" (深淵の領域 Shin'en no Ryōiki) 3. "So Close By" (こんなに近くにいる Konna ni Chikaku ni Iru) 4. "Sirius Island at Dawn" (暁の天狼島 Akatsuki no Tenrō-jima) |

| 1. "Magic is Alive" (魔法は生きている Mahō wa Ikiteiru) 2. "Zeref Awakens" (ゼレフ覚醒 Zerefu Kakusei) 3. "The Right to Love" (愛する資格 Ai Suru Shikaku) 4. "To My Damned, Proud Brats" (誇り高きクソガキどもへ Hokori Takaki Kusogaki-domo e) 5. "Let's Join Hands" (手をつなごう Te o Tsunagō) | 1. "X791: Fairy Tail" (X791年・妖精の尻尾（フェアリーテイル） X791-nen Fearī Teiru) 2. "Fairy Sphere" (妖精の球（フェアリースフィア） Fearī Sufia) 3. "Seven Year Blank" (空白の7年 Kūhaku no Shichi-nen) 4. "Father's Seven Years" (父親の7年 Chichioya no Shichi-nen) |